# Eastern League (1923–)
Az Eastern League Minor League Baseball-bajnokság, amely elsősorban Északkelet-Egyesült Államokban működik, habár 1989. óta Ohióban is van egy csapata. 

## Története
Az Eastern League 1963. óta Double-A szinten működik. A ligát 1923. március 23-án alapították New York–Pennsylvania League néven. 1936-ban a yorki York White Roses átköltözött a New Jersey-i Trentonba és a nevét is Trenton Senatorsra váltotta, ezzel létrehozva a bajnokság első, a két eredeti államán kívül található csapatát.
1938-ban, miután a scrantoni Scranton Miners áttette a székhelyét connecticuti Hartfordba és átkeresztelte magát Hartford Beesre, a bajnokság is megkapta az Eastern League nevet.
1923. óta 12 különböző amerikai állam és 2 kanadai provincia 51 városának volt Eastern League-csapata. 1923. és 1993. között a liga 6–8 csapatból állt. A bajnokság 1994-ben 10 csapatosra duzzadt a Portland Sea Dogs és a New Haven Ravens csapatok felvételével, majd két divizóra; a Northern Divisionre és a Southern Divisionre oszlott. A liga 1999-ben 12 csapatosra bővült az Altoona Curve és az Erie SeaWolves felvételével. 
A 2010-es szezon előtt a két divíziót átszervezték és átnevezték Eastern Divisionre és Western Divisionre, mivel a 2009-es szezon után a Connecticut Defenders áttette a székhelyét a virginiai Richmondba, majd Richmond Flying Squirrels néven működött tovább.

## Jelenlegi csapatok
| Divízió | Csapat                    | MLB-társcsapat        | Város                      | Stadion                        | Befogadóképesség |
| ------- | ------------------------- | --------------------- | -------------------------- | ------------------------------ | ---------------- |
| Eastern | Binghamton Rumble Ponies  | New York Mets         | Binghamton (New York)      | NYSEG Stadium                  | 6012             |
| Eastern | Hartford Yard Goats       | Colorado Rockies      | Hartford (Connecticut)     | Dunkin’ Donuts Park            | 6121             |
| Eastern | New Hampshire Fisher Cats | Toronto Blue Jays     | Manchester (New Hampshire) | Northeast Delta Dental Stadium | 6500             |
| Eastern | Portland Sea Dogs         | Boston Red Sox        | Portland (Maine)           | Hadlock Field                  | 7368             |
| Eastern | Reading Fightin Phils     | Philadelphia Phillies | Reading (Pennsylvania)     | FirstEnergy Stadium            | 9000             |
| Eastern | Trenton Thunder           | New York Yankees      | Trenton (New Jersey)       | Arm & Hammer Park              | 6341             |
| Western | Akron RubberDucks         | Cleveland Indians     | Akron (Ohio)               | Canal Park                     | 7630             |
| Western | Altoona Curve             | Pittsburgh Pirates    | Altoona (Pennsylvania)     | Peoples Natural Gas Field      | 7210             |
| Western | Bowie Baysox              | Baltimore Orioles     | Bowie (Maryland)           | Prince George’s Stadium        | 10 000           |
| Western | Erie SeaWolves            | Detroit Tigers        | Erie (Pennsylvania)        | UPMC Park                      | 6000             |
| Western | Harrisburg Senators       | Washington Nationals  | Harrisburg (Pennsylvania)  | FNB Field                      | 6187             |
| Western | Richmond Flying Squirrels | San Francisco Giants  | Richmond (Virginia)        | The Diamond                    | 9560             |

## Teljes csapatlista (1923–napjainkig)
Megjegyzés: a listában az Estern League elődjének tekintett New York–Pennsylvania League (1923–1937) bajnokságban szereplő csapatok is szerepelnek.
A félkövérrel kiemelt csapatok jelenleg is aktív Eastern League-csapatok.
A „^” a jelenleg is aktív Eastern League-csapatok korábbi neveit jelzi
A „†” a már megszűnt Eastern League-csapatok korábbi neveit jelzi
| - Akron Aeros^ - Akron RubberDucks - Albany Senators - Albany-Colonie A’s - Albany-Colonie Yankees - Allentown Brooks - Allentown Cardinals - Allentown Red Sox - Altoona Curve - Berkshire Brewers - Binghamton Rumble Ponies - Binghamton Triplets - Bowie Baysox - Bristol Red Sox - Buffalo Bisons - Canton–Akron Indians - Charleston Indians - Connecticut Defenders - Elmira Colonels - Elmira Pioneers - Elmira Red Jackets - Elmira Red Wings - Elmira Royals - Erie SeaWolves - Glens Falls Tigers - Glens Falls White Sox - Hagerstown Suns | - Harrisburg Senators - Hartford Bees† - Hartford Chiefs - Hartford Laurels - Hartford Yard Goats - Hazleton Red Sox - Holyoke Millers - Jersey City A’s - Jersey City Indians - Johnstown Johnnies - Johnstown Red Sox - Lancaster Red Roses - London Tigers - Lynn Pirates - Lynn Sailors - Manchester Yankees - Nashua Angels - Nashua Pirates - New Britain Red Sox† - New Britain Rock Cats - New Hampshire Fisher Cats - New Haven Ravens^ - Norwich Navigators - Pawtucket Indians - Pawtucket Red Sox - Pittsfield Cubs | - Pittsfield Rangers - Pittsfield Red Sox - Pittsfield Senators - Portland Sea Dogs - Québec Carnavals (vagy Québec Metros) - Reading Fightin Phils - Reading Indians^ - Reading Phillies^ - Reading Red Sox - Richmond Flying Squirrels - Schenectady Blue Jays - Scranton Miners - Scranton Red Sox - Shamokin Indians - Sherbrooke Pirates - Springfield Giants - Springfield Nationals - Springfield Rifles - Syracuse Chiefs - Syracuse/Allentown Chiefs - Syracuse Stars - Thetford Mines Miners - Thetford Mines Pirates - Trenton Senators - Trenton Thunder - Trois-Rivières Aigles - Troy Trojans | - Utica Blue Sox - Utica Braves - Utica/Oneonta Indians - Vermont Mariners - Vermont Reds - Waterbury A’s - Waterbury Angels - Waterbury Dodgers - Waterbury Giants - Waterbury Indians - Waterbury Pirates - Waterbury Reds - West Haven A’s - West Haven White Caps - West Haven Yankees - Wilkes-Barre Barons - Wilkes-Barre Indians - Williamsport A’s - Williamsport Billies - Williamsport Bills - Williamsport Grays - Williamsport Mets - Williamsport Tomahawks - Williamsport Tigers - York Pirates - York White Roses |

## Bajnokok
A ligabajnokok az Eastern League történelme során más-más kritériumok alapján dőltek el. A liga első tíz évében (1923–1933.) a bajnok az alapszakasz nyertese volt. Az 1934-es szezon óta egy rájátszást határozza meg a liga nyertesét.
A bajnokság legeredményesebb csapata a Binghamton Triplets, mely 10 bajnoki címet nyert el, a második az Elmira Colonels/Pioneers/Royals 8 és a harmadik a Scranton Miners/Red Sox 7 címmel. Az aktív csapatok közül a Harrisburg Senators a legeredményesebb 6 címmel, második az Akron Aeros/RubberDucks 5 és a harmadik a Reading Fightin Phils 4 címmel.

## Díjak
- Eastern League Legértékesebb Játékos díj
- Eastern League Év Dobójátékosa díj
- Eastern League Év Újonca díj
- Eastern League Év Vezetőedzője díj

## Fordítás
- Ez a szócikk részben vagy egészben  az   Eastern League (baseball) című angol Wikipédia-szócikk ezen változatának fordításán alapul.  Az eredeti cikk szerkesztőit annak laptörténete sorolja fel. Ez a jelzés csupán a megfogalmazás eredetét és a szerzői jogokat jelzi, nem szolgál a cikkben szereplő információk forrásmegjelöléseként.